# Wohnungsnummer
Eine Wohnungs- bzw. Türnummer bezeichnet eine abgeschlossene Untereinheit, zum Beispiel eine Wohnung oder einen Betriebsraum, in einem aus mehreren solcher Untereinheiten zusammengesetzten Haus, wobei diese sich auch über mehrere Geschosse erstrecken können. In Hotels und Büros werden stattdessen für gewöhnlich Zimmer- und/oder Raumnummern benutzt.
Der Oberbegriff lautet in Österreich Nutzungseinheitennummer, für Wohn- und Geschäftseinheiten werden die Begriffe Top. (mit oder ohne Punkt am Schluss) beziehungsweise Topnummer immer gebräuchlicher.

## Situation in Österreich
Türnummern wurden in den altösterreichischen Ländern schon 1777, also sieben Jahre nach den Hausnummern, als sogenannte Familiennummern eingeführt. Seit den 1990er Jahren verbreitet sich in Österreich für Wohnungs- und Türnummern auch die Abkürzung Top. (von topos, griechisch für „Ort“) oder Topnummer, die z. B. in Wien auch amtlich verwendet wird. Der Begriff wird gemäß Wohnungseigentumsgesetz 2002 zur Kennzeichnung von Wohnungseigentumsobjekten verwendet, diese werden unter anderem mit ihrer Topnummer im Grundbuch eingetragen.
Eine typische amtliche Adresse in Wien (vgl. Zentrales Melderegister) lautet demnach „1070 Wien, Kaiserstraße 53, Stiege 2, Tür 19“ (kurz: Kaiserstr. 53/2/19). Am Klingeltableau des Hauseingangs kann dann zum Beispiel„Top. 19“ zu lesen sein.
Hochgezählt wird dabei folgendermaßen:
- Die Nummerierung beginnt im niedrigsten Geschoss, ausgenommen dem Keller, somit gewöhnlich im Erdgeschoss.
- Innerhalb eines Geschosses verläuft die Nummerierung entweder im Uhrzeigersinn oder gegen den Uhrzeigersinn. In seltenen Fällen auch in einer anderen oder gar keiner Systematik, abhängig vom architektonischen Aufbau des Hauses/Geschosses.
- Im nächsthöheren Geschoss geht dann die Nummerierung weiter, bis hinauf ins höchste Geschoss.
- Hat ein Haus mehrere Stiegen, so beginnt die Türnummerierung meist wieder erneut per Stiege, in manchen Ausnahmen setzt jedoch die Nummerierung dort fort, wo die letzte Türnummer der vorigen Stiege aufhörte. Dies kann ein Nachteil sein, wenn beispielsweise auf einer Stiege ein Geschoss baulich hinzugefügt wird. In dem Fall kann man sich aber behelfen, indem man die neu entstehenden Wohnungen mit einem Nummernzusatz (z. B. a) versieht.
- Aus Gründen des Aberglaubens wurde in Zinshäusern oft anstatt der Türnummer 13 die 12a, 14 oder gar 18 verwendet.

### Gewährleistung der eindeutigen Zuordnung
Wird ein Haus errichtet, so erhalten die Untereinheiten fortlaufende Nummern. Werden später durch nachträgliche Umbauarbeiten Hausuntereinheiten in mehrere unterteilt oder mehrere zu einer zusammengefügt oder gar neue Geschosse mit neuen Untereinheiten hinzugefügt, so behilft man sich mit Nummerzusätzen, damit die übrigen Hausuntereinheiten weiterhin ihre Nummern behalten können.

### Steiermark
Bis heute mussten nur bei Gebäuden, die ab 1. Juli 2014 fertiggestellt wurden, Türnummern angegeben und im Gebäuderegister der Baubehörde eingetragen werden. Das führte dazu, dass 2016 bei 46.000 Grazern im Melderegister zwar eine Türnummer aufscheint, doch mangels Eintrag im Gebäuderegister nicht überprüft werden kann. Bei weiteren 65.000 Personen ist im Melderegister keine Türnummer eingetragen, weil sie beim Anmelden nicht bekanntgegeben wurde oder einfach nicht bekannt ist. So sind in Summe etwa ein Drittel der Grazer im Melderegister unvollständig eingetragen.

### Wien
Das Land Wien informiert genau über die Nummerierung von Nutzungseinheiten. Die Pflicht besteht für alle Gebäude mit mehr als einer Nutzungseinheit. Die Nummerierung beginnt im Erdgeschoss und läuft aufwärts, kann über das Format 101, … , 201, … , 301, … das Stockwerk integrieren, soll dabei jedoch höchstens vierstellig sein. Nachträglich zusammengelegte Einheiten erhalten eine Nummer der Ausgangseinheiten, wird eine neue Einheit neben Türnummer 15 geschaffen, so kann diese mit einem nachgestellten alphanumerischen Zusatz, also 15B benannt werden. Existieren Gänge, die über mehrere Stiegen hinweg laufen, kann auch die Türnummierung stiegenübergreifend laufen.

## Situation in der Schweiz
In der Schweiz werden Wohnungen als Untereinheit eines Gebäudes oftmals mit einer Wohnungsnummer versehen. Dabei kann zwischen einer wirklich angebrachten, physischen Wohnungsnummer und einer rein administrativen Wohnungsnummer unterschieden werden, die nur von Verwaltungen verwendet wird und in Mietverträgen genannt ist. Empfohlen wird eine Wohnungsnummer ab drei Wohnungen pro Geschoss.

## Situation in Polen
In Polen sind Wohnungen als Untereinheiten von Wohnhäusern fast durchweg mit Wohnungsnummern versehen. Mehr noch: Da es – in neuerer Zeit auch aus Sicherheitsgründen – nur selten namentlich beschriftete Briefkästen, Tür- oder Klingelschilder gibt, ist die Wohnungsnummer in Polen mit das einzige verlässliche und praktisch verbindliche Identifikationsmerkmal einer Wohnung (sowie ihrer Bewohner). Zu beachten ist dies namentlich beim Versand von Postsendungen: Wohnungsnummern werden dabei entweder mittels Schrägstrich an die Hausnummer gehängt, z. B. "20/55", oder aber mit Hilfe eines kleinen "m" (für mieszkanie = Wohnung), z. B. "20 m. 55".